# Anton Mayer (Mathematiker)
Anton Ernst Mayer (* 5. Oktober 1903 in Wien; † 3. November 1942 in Lewisham, London) war ein österreichischer Mathematiker.

## Leben
Mayers Vater war Schriftleiter der Neuen Freien Presse in Wien. Mayer besuchte die Theresianische Akademie in Wien und studierte zunächst Maschinenbau an der TH Wien mit dem Diplom 1928. Er wurde 1930 an der TH Wien promoviert (Die kinematische Abbildung) und nochmals 1936 an der Universität Wien (Eine Überkonvexität). 1930 bis 1938 war er Assistent am Lehrstuhl für Darstellende Geometrie der TH Wien. Er war auf dem Weg zur Habilitation (Habilitationsschrift: Koppelkurven mit drei Spitzen und spezielle Koppelkurvenbüsche) und hatte schon erfolgreich einen Probevortrag gehalten, als er nach dem Anschluss Österreichs als Jude entlassen wurde und nach England emigrieren musste. Dort war er zeitweise interniert und fand erst nach längerer Zeit eine seiner Qualifikation entsprechende Arbeit. Er starb 1942 in London.
Er befasste sich mit kinematischer Geometrie, mit Anwendung auf Zahnräder, Schrauben und andere Maschinenelemente, zum Beispiel mit Gleichdicken. Zuletzt veröffentlichte er über Farey-Reihen.

## Schriften
- Der Inhalt der Gleichdicke. Abschätzung für ebene Gleichdicke. Mathematische Annalen, Band 110, 1935, S. 97–127.